# 小梅線
小梅線（こうめせん、正体字: 小梅線）は、台湾嘉義県大林鎮の大林駅から、嘉義県梅山郷（旧称、小梅庄）の小梅駅を結んでいた軽便鉄道である。台湾糖業公司大林総廠が運営していたが、1961年に旅客営業が廃止され、廃線となった。

## 概要

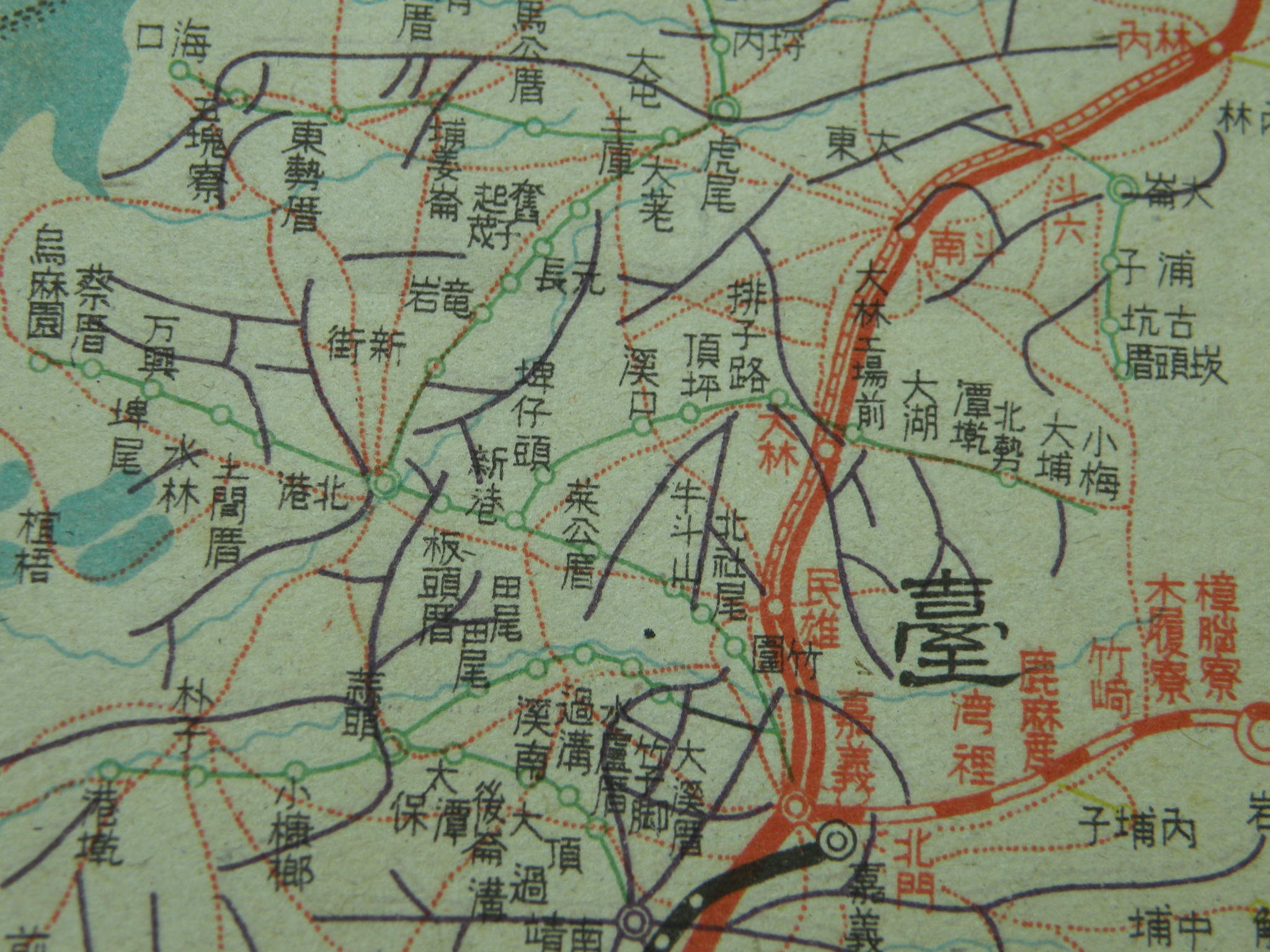
1941年（昭和16年）の嘉義付近の鉄道路線図

当線は、日本統治時代に新高製糖株式會社が建設した営業線の１つである。大林駅－大林糖廠－小梅間を結んでいた。新高製糖は後に大日本製糖株式会社と合併し、第二次世界大戦後、台湾糖業公司に接収された。その後1961年に旅客営業が廃止され、廃線となった。

## 沿革

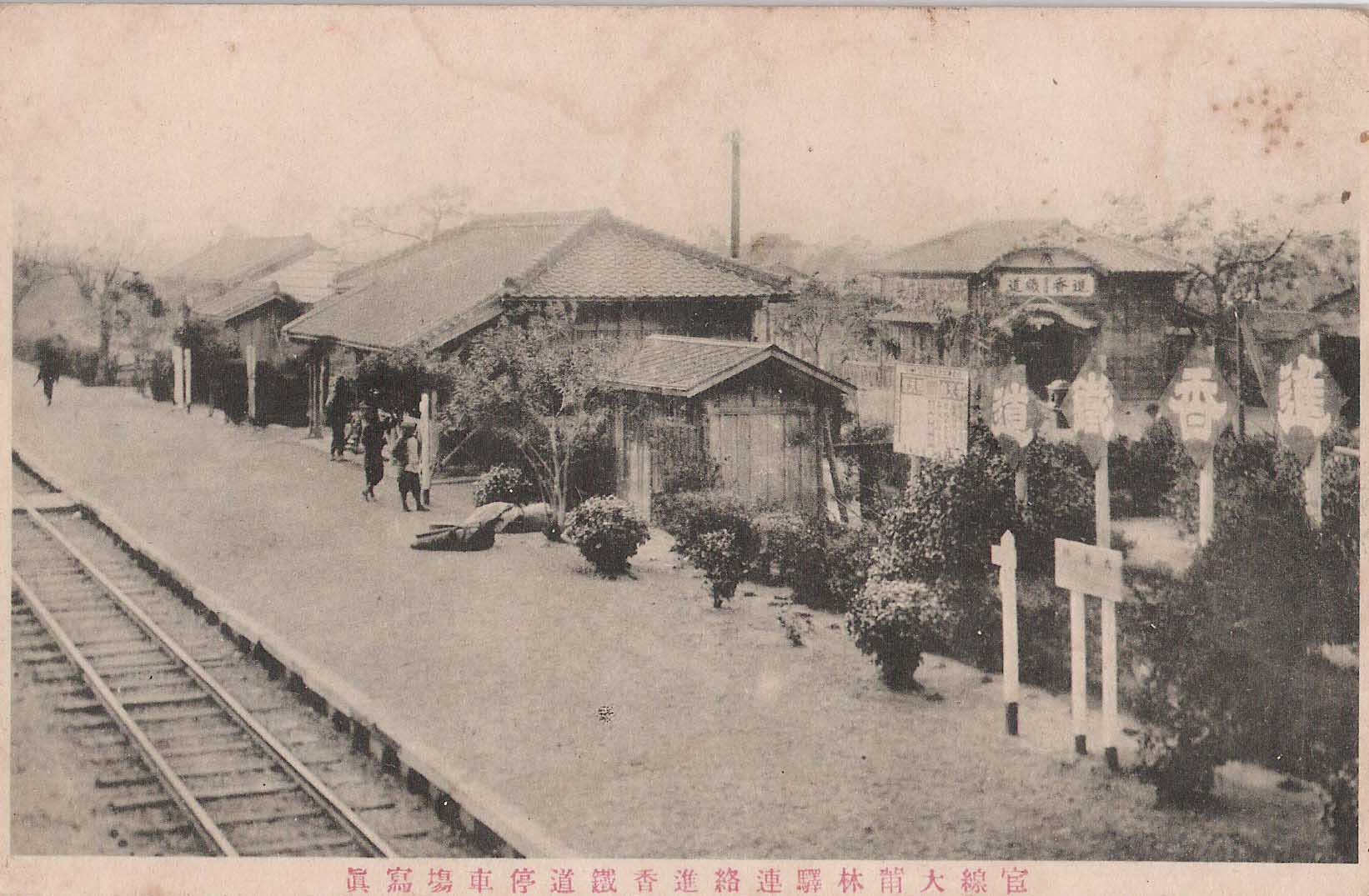
官営鉄道大莆林駅（中）および新高製糖大莆林駅（右後）

- 1913年（大正2年）12月29日　新高製糖大莆林-梅仔坑間の運輸営業を開始する。
- 1915年（大正4年）8月12日　中林駅を廃止。潭墘駅、大湖駅、工場駅を設置。
- 1920年（大正9年）8月12日　工場駅を會社前駅に改称。
- 1920年（大正9年）10月1日　梅仔坑駅を小梅駅に、大埔美駅を大埔駅に、大莆林駅を新高大林駅にそれぞれ改称。
- 1934年（昭和9年）新高大林駅を大林駅に改称。
- 1935年（昭和10年）4月25日　新高製糖は大日本製糖株式会社と合併する。會社前駅を大林工場前駅に改称。
- 戦後、大日本製糖は台湾糖業公司に接収され、日本人の資産も接収された。
- 1952年9月1日　北勢駅を溝背駅に、大湖駅を湖北里駅に、大林工場前駅を大糖駅にそれぞれ改称。
- 1953年9月5日　三角駅、橋子頭駅が時刻表に初出。（開業時期不明）
- 1954年6月1日　全線が不定期営業路線となる。
- 1954年　橋子頭駅を上潭墘駅に改称。
- 1961年　旅客営業が停止される。

## 保存状況
- 一部の駅舎等は残っているが、保存状態はかなり悪い[2]
- 路線跡はサイクリングロードになっている。

## 駅一覧
| 駅名       | 駅名         | 駅名         | 駅間 キロ | 累計 キロ | 接続路線・備考                                                   | 所在地 |
| 日本語     | 繁体字中国語 | 英語         | 駅間 キロ | 累計 キロ | 接続路線・備考                                                   | 所在地 |
| ---------- | ------------ | ------------ | --------- | --------- | ---------------------------------------------------------------- | ------ |
| 小梅駅     | 小梅車站     | Xiaomei      | 0.0       | 0.0       | 旧称梅仔坑                                                       | 嘉義県 |
| 過山駅     | 過山車站     | Guoshan      | 2.5       | 2.5       |                                                                  | 嘉義県 |
| 大埔駅     | 大埔車站     | Dapu         | 2.0       | 4.5       | 旧称大埔美                                                       | 嘉義県 |
| 三角駅     | 三角車站     | Sanjiao      | 2.5       | 7.0       |                                                                  | 嘉義県 |
| 溝背駅     | 溝背車站     | Goubei       | 1.1       | 8.1       | 旧称北勢                                                         | 嘉義県 |
| 上潭墘駅   | 上潭墘車站   | Shangtanqian | 1.7       | 9.8       | 旧称橋子頭                                                       | 嘉義県 |
| 潭墘駅     | 潭墘車站     | Tanqian      | 1.0       | 10.8      |                                                                  | 嘉義県 |
| 中林駅     | 中林車站     | Zhonglin     | 0.7       | 11.5      | 開通後約2年で廃止                                                | 嘉義県 |
| 湖北里旗駅 | 湖北里旗車站 | Hubeiliqi    | 0.5       | 12.0      | ■糖鉄南北平行予備線                                              | 嘉義県 |
| 湖北里駅   | 湖北里車站   | Hubeili      | 0.6       | 12.6      | ■糖鉄南北平行予備線、虎新線 旧称大湖                             | 嘉義県 |
| 機務旗駅   | 機務旗車站   | Jiwuqi       | 0.7       | 13.3      | ■糖鉄南北平行予備線、虎新線、新港線                              | 嘉義県 |
| 大糖駅     | 大糖車站     | Datang       | 0.3       | 13.6      | ■糖鉄虎新線、新港線 旧称工場、會社前、大林工場前                 | 嘉義県 |
| 大林駅     | 大林車站     | Dalin        | 1.9       | 15.5      | ■局線縦貫線 ■糖鉄虎新線、新港線 旧称大莆林、新高大林、大林工場前 | 嘉義県 |

## 参考資料
- 今尾恵介・原武史（監修） (2009). 日本鉄道旅行地図帳　歴史編成. 朝鮮・台湾. 新潮社. ISBN 978-4-10-790032-6